# Ra'ad bin Zeid
Ra'ad bin Zeid (arabiska: رعد بن زيد), född 18 februari 1936 i Berlin, är en jordansk prins av Irak och tronpretendent inom den hashimitiska dynastin till den irakiska tronen.
Ra'ad bin Zeid är son till diplomaten prins Zeid bin Hussain av Irak (1898–1970) och konstnären Fahrelnissa Zeid (1901–91). Han blev irakisk tronpretendent efter sin far 1970. Fadern, som var farfars bror till kung Faisal II, blev i sin tur tronpretendent 1958, då Faisal II och medlemmar av dennes familj mördades i Irak. 
Han växte upp i London och utbildades i Alexandria i Egypten samt i Storbritannien, där han tog en magisterexamen vid Cambridge University 1963. Han utnämndes därefter till kammarherre vid det jordanska hovet.
Han gifte sig 1963 med svenskan Margaretha Lind, som då blev prinsessan Majda Raad. Familjen har fem barn, däribland Zeid bin Ra'ad och Mired bin Ra'ad bin Zeid (född 1965).